# Беларија-Иђеа Марина (Римини)
Беларија-Иђеа Марина (итал. Bellaria-Igea Marina) је насеље у Италији у округу Римини, региону Емилија-Ромања.
Према процени из 2011. у насељу је живело 17635 становника. Насеље се налази на надморској висини од 2 м.

## Становништво
| 1931. | 1936. | 1951. | 1961. | 1971.  | 1981.  | 1991.  | 2001.  | 2011.  |
| ----- | ----- | ----- | ----- | ------ | ------ | ------ | ------ | ------ |
| 5.950 | 6.116 | 7.290 | 9.443 | 11.281 | 12.350 | 12.813 | 15.409 | 18.591 |